# ジャレッド・サリンジャー
ジャレッド・サリンジャー  (Jared Sullinger 1992年3月4日 - )は、アメリカ合衆国オハイオ州コロンバス出身のプロバスケットボール選手。ポジションはパワーフォワード。

## 来歴
オハイオ州の高校時代から有名選手だったサリンジャーは、ナイキ・フープサミットでハリソン・バーンズと共同MVPを受賞。ジョーダンブランド・クラシックにも出場するほどの実力者として知られていた。

大学は地元のオハイオ州立大学に進学。2年間プレーし、平均17点を記録したところで2012年のNBAドラフトにアーリーエントリーを表明。21位でボストン・セルティックスに指名された。

ルーキーシーズンの2012-13シーズンは、ケビン・ガーネットの控え役として出場機会を得ていたものの、2013年1月に背中を痛めてシーズン離脱。45試合の出場に止まった。
2013-14シーズンはケビン・ガーネットの移籍で出場時間も増え、74試合に出場。平均13.3点を記録。2014年2月7日のサクラメント・キングス戦では、自己最高の31点16リバウンドを記録した。
飛躍が期待された2014-15シーズンは、2015年1月に判明した左足の疲労骨折のために、58試合の出場に止まった。
2016年7月10日、ボストン・セルティックスは、サリンジャーへのクオリファイング・オファーを取り下げたことを発表。翌日サリンジャーは、トロント・ラプターズと1年契約を結んだ。しかし、シーズン開幕前に右足の手術をすることになり、復帰は2017年以降となり、同月18日のフィラデルフィア・76ers戦で漸く移籍後初出場。しかし、2月に入りサージ・イバーカを獲得したことにより、同月23日にP・J・タッカーとのトレードでフェニックス・サンズに放出され、翌日解雇された。
2017年9月11日、CBAの深圳新世紀烈豹籃球倶楽部 (東莞レオパーズ) と契約し、再起を期すことになった。

## プレースタイル
公称206cmとインサイドプレーヤーとしてはサイズ不足ながら、横幅の広さと頭脳的なプレーでサイズ不足を補う。かつてセルティックスに在籍していたグレン・デイビスによく似たスタイルで、体を張ったプレーを展開している。